# Călcâi, Bacău
Călcâi (în maghiară Zöldlonka) este un sat în comuna Oituz din județul Bacău, Moldova, România.